# 本·沃特斯
本·沃特斯（英語：Ben Waters，1907年10月13日—1992年10月30日），新西兰男子赛艇运动员。他曾代表新西兰参加1930年大英帝国运动会赛艇比赛，获得男子四人单桨有舵手金牌和男子八人单桨有舵手银牌。